# Finanțarea campaniei electorale pentru alegerile prezidențiale din 2025
Pe 29 martie, Nicușor Dan a declarat că a strâns 2,7 milioane de lei din donații înaintea campaniei pentru alegerile prezidențiale din 2025, adică 540.000 de euro, iar doi afaceriști i-au dat nu mai puțin de 1,31 milioane de lei (262.000 de euro). Partidul Social Democrat (PSD) a afirmat că Dan are obligația legală de a face public numele celor care i-au donat pentru campania prezidențială sume mai mari de 40.500 de lei. Dan se întreabă retoric „câți bani publici au fost deja cheltuiți pentru pre-campania lui Antonescu”.
| “ | Silviu Predoiu: Mi se pare foarte corect ca alegătorul să știe acum cine sunt sponsorii primarului general al Capitalei, cei care îl susțin să părăsească primăria pentru a candida la președinție — nu să aflăm după ce este ales. Nicușor Dan: Nu vreau să spun acum public numele lor, pentru că nu vreau să fac o campanie despre ei, ci despre mine și despre ceea ce am făcut în viața publică anterioară. | ” |
|   | |   |

Nicușor Dan a cheltuit jumătate dintre donațiile primite de la cetățeni cu firma Getica OOH SRL controlată de omul de afaceri pro-rus Matei Păun, considerat ca fiind sfătuitorul său. Matei Păun, fost șef de campanie a lui Nicușor Dan, are o serie de afirmații pro-ruse: Putin a jucat un rol fundamental în „salvarea” Rusiei, în urma „dezintegrării profunde” lăsate moștenire de fostul președinte, Boris Elțîn, și îi recunoaște anumite merite, ba chiar critică unele poziții ale Occidentului față de această putere.
Pe 29 aprilie, candidatul independent la alegerile prezidențiale Nicușor Dan a evitat să ofere răspunsuri clare privind proveniența banilor din campania sa electorală pentru alegerile prezidențiale din 2025, susținând că informațiile despre donatori vor fi făcute publice după alegeri.
La 16 mai, Nicușor Dan, a raportat cheltuieli de campanie în valoare de 1,2 milioane lei pentru turul al doilea al alegerilor prezidențiale. Termenul legal pentru raportarea cheltuielilor a expirat pe 15 mai, dar George Simion, candidatul AUR, nu și-a depus declarațiile în acest sens.
La 18 mai, Nicușor Dan a fost declarat câștigător al alegerilor prezidențiale.
Limitele maxime ale contribuțiilor candidaților pentru campania electorală la prezidențiale este de 20.000 de salarii de bază minime brute pe țară. (Legea nr. 334/2006 și HG nr. 11/2025). Conform Legii nr. 334/2006, principiile finanțării activității partidelor politice și a campaniilor electorale sunt următoarele:[...] principiul transparenței veniturilor și cheltuielilor[...]. În intervalul dintre momentul aducerii la cunoștința publică a datei alegerilor și până la data începerii campaniei electorale, respectiv cel târziu la 3 aprilie 2025, fiecare competitor electoral a avut obligația de a înregistra la Autoritatea Electorală Permanentă un mandatar financiar coordonator. În termen de 15 zile de la data desfășurării alegerilor, respectiv până la data de 18 mai 2025 (dar și la 15 zile după al doilea tur de scrutin, dacă acesta are loc (- 1 iunie)), mandatarul financiar coordonator este obligat să depună la Autoritatea Electorală Permanentă, în scris și în format electronic editabil, între altele raportul detaliat al veniturilor și cheltuielilor electorale, conform unui model prestabilit.

## Turul II
Legea stabilește faptul că pentru al doilea tur de scrutin cheltuielile se reduc la jumătate,
adică 40,5 milioane de lei/candidat.
Candidații au declarat pentru turul 2 venituri de 65,3 milioane de lei, din care Nicușor Dan cca. 40,50 milioane de lei (37,2 milioane de lei împrumuturi și 3,2 milioane donații) și George Simion 27,8 milioane de lei (24,8 milioane contribuții, 54.000 de lei donații și trei milioane de lei provin din transferuri
ale partidului).
|   | Candidat            | Donații PF | Împrumut   | Total      |
| - | ------------------- | ---------- | ---------- | ---------- |
| 1 | Nicușor Dan (ind.)  | 3.261.434  | 37.238.292 | 40.499.726 |
| 2 | George Simion (AUR) | 54.000     | 24.835.000 | 24.889.000 |
|   | TOTAL               | 3.315.434  | 62.073.292 | 65.388.726 |

Antena 3 S.A. a primit 2,1 milioane de lei pentru propagandă TV din partea lui Nicușor Dan. B1 TV Channel S.R.L. a primit 1,2 milioane de lei pentru propagandă TV din partea lui Nicușor Dan. Dan a plătit cel mai mult, 12,1 milioane de lei (pentru campanie online), către Terramin Mesh Marketing, firmă fondată în 2018 și deținută de Meshoulam Oren Benjamin și Popescu Maria – Elena. Firma a avut un angajat declarat în 2023. Dan a colaborat cu această firmă și la alegerile locale din 2024.
DBV Media House SRL a primit 15 milioane de lei din partea lui George Simion. Aceasta este deținută de PHG Media Invest S.R.L., care e deținută mai departe de Păcuraru Daniela-Madi, soția lui Marcel Păcuraru, patronul Realitatea Plus, principalul post de televiziune care i-a susținut pe George Simion și Călin Georgescu. Pe 6 iunie 2025, Digi 24 l-a descris pe Vasile Pușcaș drept unul dintre cei mai importanți sponsori din campania electorală lui Simion.